# Hydroaminace

Příklady vnitromolekulárních hydroaminačních reakcí

Hydroaminace je organická reakce, při níž dochází k adici vazby N-H v molekule aminu na násobnou vazbu mezi uhlíkovými atomy.

Příklady vnitromolekulární hydroaminace

Hydroaminace může probíhat jako vnitromolekulární reakce (přitom vznikají heterocyklické sloučeniny) nebo mezimolekulárně (pak vznikne amin a nenasycená sloučenina). Stále se vyvíjejí nové katalyzátory hydroaminace, a to obzvláště v případě hydroaminace alkenů.

## Historie

Výzbamné katalyzátory hydroaminace podle roku objevu

Hydroaminace je proveřená metoda výroby vůní z myrcenu. Při této reakci se diethylamin aduje na dienový substituent a katalyzátorem je diethylamid lithný.
Roku 1989 popsal americký chemik Tobin Jay Marks vnitromolekulární hydroaminační reakce probíhající za přítomnosti odvozených od vnitřně přechodných kovů jako jsou lanthan, lutecium a samarium. Rychlosti reakcí se s rostoucími iontovými poloměry kovů snižovaly, což bylo patrně způsobeno sterickými jevy vytvářenými ligandy. V roce 1992 Marks vyvinul první chirální katalyzátory hydroaminace, což umožnilo provádět stereoselektivní hydroaminační reakce. První katalyzátor, který nebyl metalocenem, se objevil roku 2003; jeho součástí byly bisarylamidové a aminofenolové ligandy, což vedlo ke zvýšení enantioselektivity.

## Reaktanty a produkty

Možné produkty regioselektivních a stereroselektivních hydroaminací

Hydroaminace byla vyzkoušena u mnoha různých aminů, primárních, sekundárních, cyklických, acyklických i anilinů, s rozdíknými sterickými a elektronovými vlivy; nenasycených substrátů (alkenů, alkynů a dienů) a také s několika rozdílnými katalyzátory. Také byly zkoumány vnitromolekulární hydroaminace několika různých aminoalkenů.
Adice na nenasycenou vazbu uhlík-uhlík může, v závislosti na použitém katalyzátoru, proběhnout podle Markovnikovova pravidla i v rozporu s ním. S ohledem na R/S chiralitu mohou vzniknout čtyři různé produkty: Markovnikovův produkt s R nebo S a neMarkovnikovův s R nebo S. I když byly popsány hydroaminace katalyzované mnoha různými kovy, tak je k selektivní syntéze jediného z těchto produktů možné použít jen menší část z nich. Byla popsána možnost připravit termodynamický nebo kinetický produkt.

## Katalyzátory
Hydroaminaci může katalyzovat mnoho různých komplexů kovů jako jsou alkalické kovy, například lithium, kovy 2. skupiny, jako je vápník, či kovy 3. skupiny jako hliník, indium a bismut. Byly také podrobně zkoumány možnosti využití katalyzátorů založených na přechodných kovech a lanthanoidech. Potenciální využití v této oblasti mají také zeolity.

## Mechanismus

Běžné mechanismy hydroaminačních reakcí

Mechanismus hydroaminací katalyzovaných kovy je dobře znám. Obzvlášť podrobně byla zkoumána vnitromolekulární hydroaminace alkenů katalyzovaná organickými sloučeninami lanthanoidů.
Na začátku je katalyzátor aktivován výměnou amidové skupiny, čímž se vytváří aktivní katalyzátor (i). Následně se alken naváže na vazbu La-N (ii). Nakonec dojde k protonolýze a tím ke vzniku cyklického produktu i regeneraci katalyzátoru (iii). I když byl tento mechanismus navržen pro katalyzátory obsahující lanthanoidy, tak velmi podobně funguje i u katalyzátorů založených na aktinoidech nebo alkalických kovech.

Navržený mechanismus vnitromolekulární hydroaminace katalyzované organickými sloučeninami lanthanoidů

U katalyzátorů obsahujících přechodné kovy existuje několik modelů; první z nich spočívá v nukleofilním ataku alkenu nebo alkynu a jeho navázání na vazbu kov-amid. Uvedené mechanismy jsou v souladu se studiemi reakční kinetiky, zkoumáním reakcí pomocí isotopového značkování i zachycováním předpokládaných meziproduktů.

## Termodynamika a kinetika
Hydroaminační reakce jsou termodynamicky přibližně neutrální, mají však vysokou aktivační energii, což je pravděpodobně způsobeno vzájemným odpuzováním substrátu bohatého na elektrony a nukleofilního aminu. Vnitromolekulární reakce také mívají výrazně zápornou změnu entropie, a tak za vyšších teplot neprobíhají. Z těchto důvodů jsou pro provádění těchto reakcí nutné katalyzátory. Vnitromolekulární hydroaminace probíhají rychleji než mezimolekulární.

### Termodynamické a kinetické produkty

Možné termodynamické a kinetické produkty hydroaminace substituovaného allenu

Většina katalyzátorů hydroaminačních reakcí má dostatečnou účinnost pouze za vyšších teplot, obvykle tak vznikají pouze termodynamické produkty. Kinetické produkty byly izolovány a identifikovány například při tvorbě allylaminů z allenů. Směs allenů a derivátů anilinu byla za teploty 80 °C zahřívána za přítomnosti katalyzátoru obsahujícího rhodium. V jiném případě byl použit katalyzátor obsahující palladium při pokojové teplotě s několika různými primárními i sekundárními, acyklickými i cyklickými aminy. Oba tyto způspby provedení reakce mají vysokou výtěžnost; na násobnou vazbu lze následně připojovat další molekuly a vytvářet tak složitější sloučeniny.

## Zásaditě katalyzované hydroaminace
Hydroaminace může být katalyzována silnými zásadami; příkladem je ethylace piperidinu pomocí ethenu:

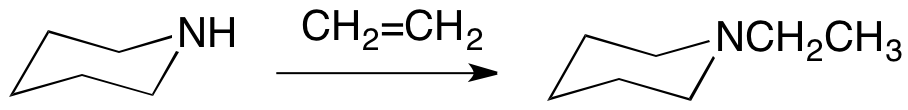
Hydroaminace ethenu pomocí piperidinu nevyžaduje organokovový katalyzátor, je ovšem nutná přítomnost silné zásady.

U některých takových reakcí se reaktivita s rostoucím počtem uhlíkových atomů alkenu anižuje.

## Katalýza komplexy kovů 4. skupiny
Některé komplexy titanu a zirkonia mohou katalyzovat mezimolekulární hydroaminace alkenů a alkynů. Poměrně podrobně byly prozkoumány reakce katalyzované zirconocen-bis(amido)komplexy. Titanocenamido- a titanocensulfonamidokomplexy katalyzují vnitromolekulární [2+2] cykloadiční hydroaminace aminoalkenů za vzniku příslušných azametallacyklobutanů. Jejich následnou protonolýzou se vytváří α-vinyl-pyrrolidinové (1) nebo tetrahydropyridinové (2) produkty. Výsledky teoretických a experimentálních studií jsou v souladu s navrhovanou tvorbou iminového meziproduktu.

## Formální hydroaminace
Adice vodíku a aminové skupiny (NR2) za použití jiného činidla než aminu (HNR2) se označuje pojmem „formální hydroaminace“. I když tak nejsou k dispzici výhody například v podobě snadného zdroje dusíku, tak mohou být, díky lepším termodynamickým vlastnostem i možnostem použít velké množství aminačních činidel, také užitečné. Místo aminů se používají estery hydroxylaminu a nitroareny.

## Využití

Hydroaminace katalyzovaná komplexem zlata použitá při totální syntéze (-)-epimyrtinu

Hydroaminační reakce mají řadu využití díky využitelnosti aminů a šetrnosti k životnímu prostředí. Funkcionalizované allylaminy, které lze získat hydroaminací, mají mnoho možných použití ve farmaceutickém průmyslu. Hydroaminace lze použít k syntéze allylaminu cinnarizinu s vysokou výtěžností. Cinnarizinem je možné léčit závratě i kinetózu.

Syntéza cinnarizinu pomocí hydroaminační reakce

Hydroaminaci je též možné použít k přípravě alkaloidů., příkladem je totální syntéza (-)-epimyrtinu.